# 印度空间站
印度空间站（縮寫為）（ISO: Bhāratīya Antarikṣa Sṭeśan）是一个计划由印度建造、印度空间研究组织（ISRO）运营的模块化空间站。该空间站重52吨，运行在距地球约400公里的近地轨道上，宇航员可在该轨道上停留3-6个月。
该空间站原计划于2030年完工，但由于印度载人航天计划（加冈扬号飞船）相关的技术问题和印度的COVID-19疫情导致的延误，完工时间被推迟到2035年。
截至2023年12月，其第一个模块预计将于2028年使用LVM3运载火箭发射，其余模块将于2035年使用下一代运载火箭（NGLV，又名Soorya）发射。

## 图集
- 印度空间站模型（旧）
- 2024年国家太空日展示的印度空间站渲染图